# Лучніца-над-Жітавоу
Лучніца-над-Жітавоу (словац. Lúčnica nad Žitavou) — село, громада округу Нітра, Нітранський край, Словаччина. Кадастрова площа громади — 12.1 км².
Населення 929 осіб (станом на 31 грудня 2018 року).

## Історія
Лучніца-над-Жітавоу згадується 1113 року.

## Населення
| Рік:            | 1994. | 2004.   | 2014.   | 2024.   |
| --------------- | ----- | ------- | ------- | ------- |
| Кількість осіб: | 951   | 911     | 917     | 985     |
| Різниця:        |       | -4,20 % | +0,65 % | +7,41 % |

| Рік:            | 2023. | 2024.   |
| --------------- | ----- | ------- |
| Кількість осіб: | 986   | 985     |
| Різниця:        |       | -0,10 % |